# Amphoe Ban Dan
Amphoe Ban Dan (Thai: อำเภอ บ้านด่าน) ist ein Landkreis (Amphoe – Verwaltungs-Distrikt) der Provinz Buri Ram. Die Provinz Buri Ram liegt in der Nordostregion von Thailand, dem so genannten Isan. 

## Geographie
Benachbarte Distrikte (von Norden im Uhrzeigersinn): die Amphoe Khaen Dong, Satuek, Huai Rat, Mueang Buri Ram und Khu Mueang. Alle Amphoe liegen in der Provinz Buri Ram.

## Geschichte
Ban Dan wurde am 15. Juli 1996 zunächst als Unterbezirk (King Amphoe) angelegt, indem vier Tambon vom Amphoe Mueang Buri Ram abgetrennt wurden.
Am 15. Mai 2007 hatte die thailändische Regierung beschlossen, alle 81 King Amphoe in den einfachen Amphoe-Status zu erheben, um die Verwaltung zu vereinheitlichen.
Mit der Veröffentlichung in der Royal Gazette „Issue 124 chapter 46“ vom 24. August 2007 trat dieser Beschluss offiziell in Kraft.

## Verwaltung

### Provinzverwaltung
Der Landkreis Ban Dan ist in vier Tambon („Unterbezirke“ oder „Gemeinden“) eingeteilt, die sich weiter in 59 Muban („Dörfer“) unterteilen.
| Nr. | Name       | Thai    | Muban | Einw.  |
| --- | ---------- | ------- | ----- | ------ |
| 1.  | Ban Dan    | บ้านด่าน  | 20    | 12.340 |
| 2.  | Prasat     | ปราสาท  | 18    | 08.793 |
| 3.  | Wang Nuea  | วังเหนือ  | 12    | 04.299 |
| 4.  | Non Khwang | โนนขวาง | 09    | 05.499 |

### Lokalverwaltung
Es gibt zwei Kommunen mit „Kleinstadt“-Status (Thesaban Tambon) im Landkreis:
- Prasat (Thai: เทศบาลตำบลปราสาท)
- Ban Dan (Thai: เทศบาลตำบลบ้านด่าน)

Außerdem gibt es zwei „Tambon-Verwaltungsorganisationen“ (องค์การบริหารส่วนตำบล – Tambon Administrative Organizations, TAO):
- Wang Nuea (Thai: องค์การบริหารส่วนตำบลวังเหนือ)
- Non Khwang (Thai: องค์การบริหารส่วนตำบลโนนขวาง)